# Vajradhara

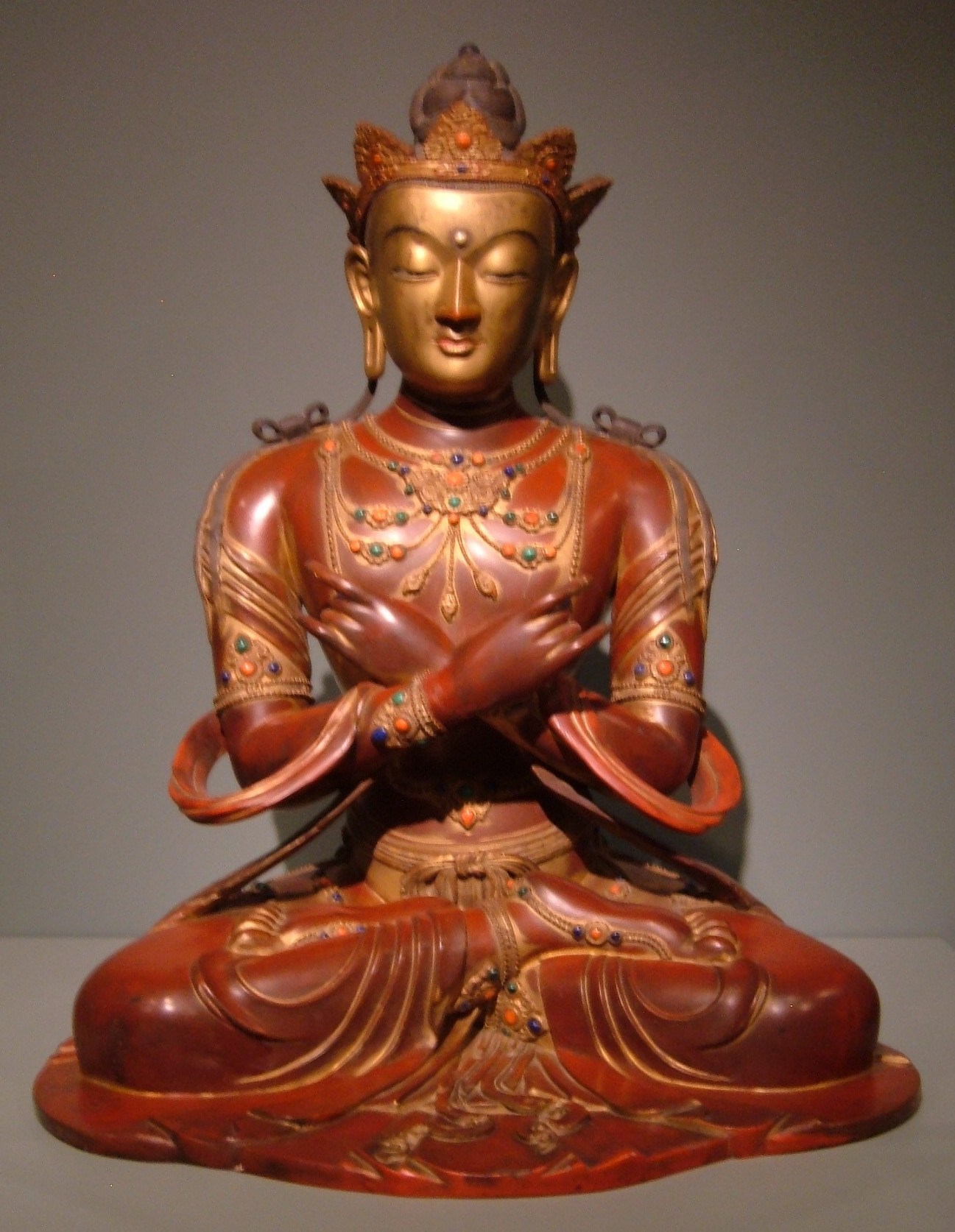
Estàtua xinesa de Vajradhāra del segle XVIII

Vajradhāra (en sànscrit: वज्रधर, "portador del diamant o del vajra", en tibetà: རྡོ་རྗེ་འཆང། Dorje Chang) és el buda primordial o Adi-Buddha, segons les escoles de Sakya, Gelug i Kagyu del budisme tibetà.
En l'evolució del budisme, el buda Vajradhāra va desplaçar gradualment al buda Samantabhadra com a buda primodial (Adi-Buddha). Samantabhadra continua essent el buda primordial de l'escola tibetana Nyingma. Tots dos són metafísicament equivalents. Samantabhadra es representa sense cap atribut; per contra, Vajradhara està sovint adornat i porta molts atributs. Tant Vajradhara com Samantabhadra es representen generalment en unitat yab-yum amb les seves respectives consorts i són budes primordials, que encarnen el buit. Vajradhara se'l representa de color blau fosc, que expressa la quintaessència de la budeïtat i la realització de la il·luminació del Buda històric. Hom creu que el buda Vajradhara és l'essència suprema de tots els budes i que els tantres van ser ensenyats originalment per ell.
Del buda primordial Vajradhara/Samantabhadra es van manifestar els cinc budes de la saviesa:
- Akshobhya
- Amoghasiddhi
- Amitabha
- Ratnasambhava
- Vairocana